# Håkon Berre

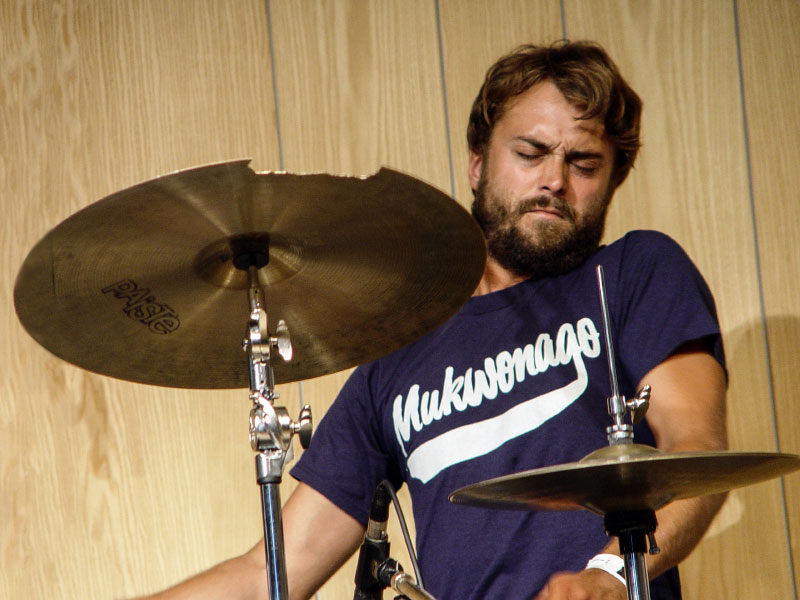
Aarhus Festival 2009

Håkon Berre (* 1980 in Namsos) ist ein norwegischer Jazz- und Improvisationsmusiker (Schlagzeug).

## Leben und Wirken
Håkon Berre studierte Musikwissenschaft und Musiktechnologie an der Universität Oslo, außerdem Rhythmik an der Musikakademie in Esbjerg. Ab den 2000er-Jahren arbeitete er in der norwegischen un internationalen Jazzszene mit Peter Brötzmann, Phil Minton, Axel Dörner, John Tchicai, Petter Wettre, Peter Friis-Nielsen, Kasper Tranberg, Simon Spang-Hanssen, Liudas Mockūnas, Stephan Meinberg, Thommy Andersson, Sture Ericson, Hilmar Jensson, Michael Jefry Stevens, Mikko Innanen, Tobias Delius, Roland Ramanan, Susana Santos Silva, Fred Lonberg-Holm, John Dikeman, Wolter Wierbos und Daysuke Takaoka. Außerdem gehörte er den Formationen Angel, EstherOrkester, Hautullin, Maria Faust Group, Maria Faust Jazz Catastrophe, Morten Pedersen 5tet, The Mighty Mouse, Trio Barefoot und dem  Variable Geometry Orchestra an.

## Diskographische Hinweise
- Trio Barefoot: Like You (Barfoot, 2006) mit Jesper Dyhre Nielsen, Ole Jonas Storli
- Peter Brötzmann, Adam Melbye, Håkon Berre: A Tale of Three Cities (Barefoot, 2007)
- Niels Praestholm/The Gyroscope String Trio: Precessions (2009), mit John Tchicai, Bergmund Waal Skaslien, Tobias Wallin, Niels Praestholm
- Angel: Angel (ILK, 2019), mit Adam Pultz Melbye, Stephan Sieben
- Susana Santos Silva/Christine Wodrascka/Christian Meaas Svendson/Håkon Berre: Rasengan! (2017)
- Liudas Mockūnas  Arnas Mikalkėnas / Håkon Berre: Plunged (Barefoot Records, 2017)
- Aram Shelton / Grzegorz Tarwid / Tomo Jacobson / Håkon Berre: Hopes and Fears (Multikulti Project, 2017)
- Aram Shelton & Håkon Berre: Dormancy (2018)
- Mirror Matter (Barfoot, 2025) Solo